# Nowi Strilyschtscha
Nowi Strilyschtscha (ukrainisch Нові Стрілища; russisch Новые Стрелища/Nowyje Strelischtscha, polnisch Strzeliska Nowe) ist eine Siedlung städtischen Typs im Rajon Lwiw der Oblast Lwiw im Westen der Ukraine.

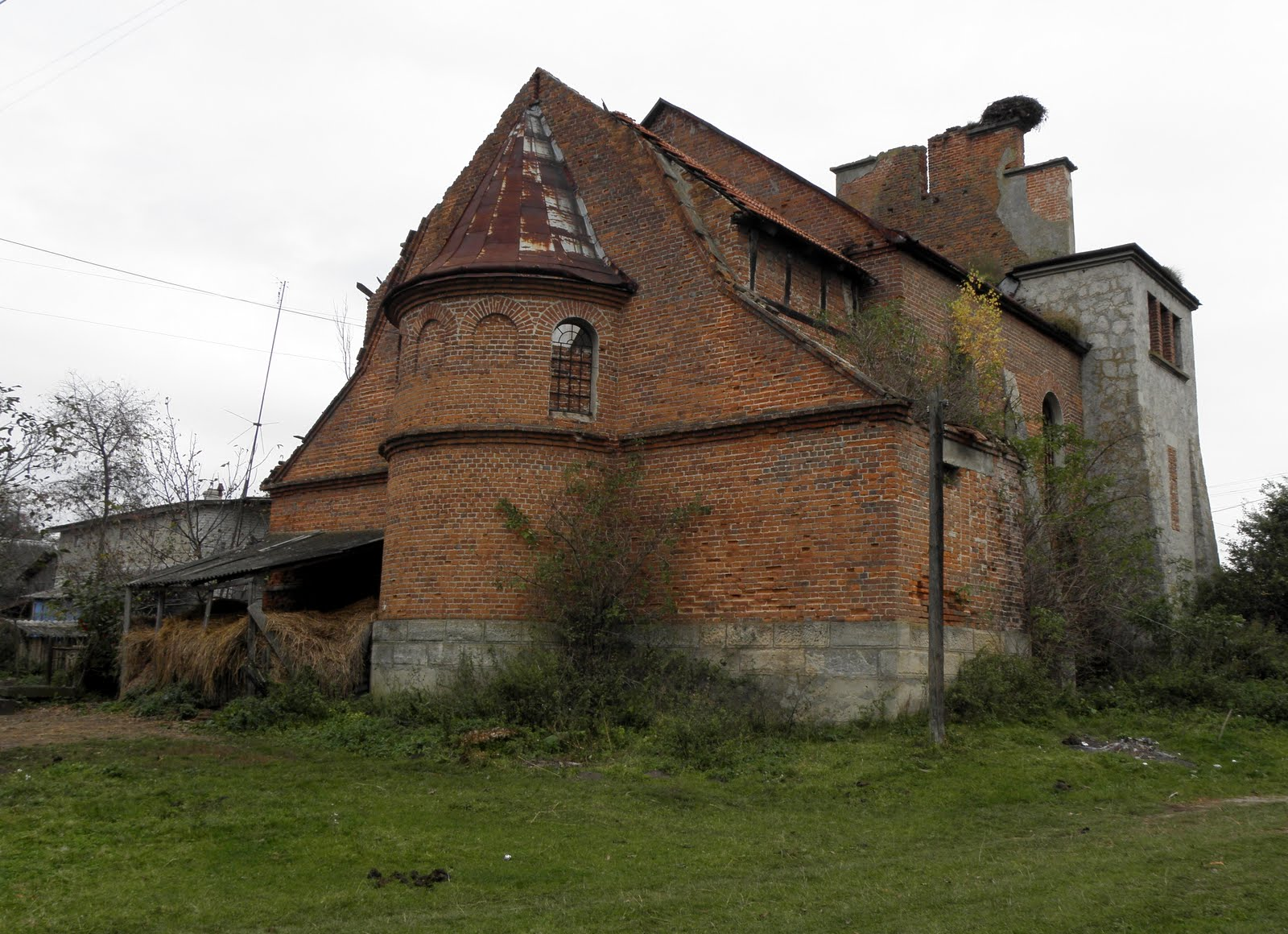
Kirche im Ort

Die Siedlung ist 45 Kilometer südöstlich von Lwiw und etwa 30 Kilometer nordöstlich der ehemaligen Rajonshauptstadt Schydatschiw gelegen. 
Seit dem 18. Juli 2020 ist die Siedlung ein Teil der Stadtgemeinde Bibrka im Rajon Lwiw, zuvor war die Siedlung seit dem 4. September 2015 das Zentrum der neugegründeten Siedlungsgemeinde Nowi Strilyschtscha (Новострілищанська селищна громада/Nowostrilyschanska selyschtschna hromada). Zu dieser  zählen auch noch die 10 Dörfer Bakiwzi (Баківці), Bertyschiw (Бертишів), Kniselo (Кнісело), Kwitnewe (Квітневе), Linija, Orischkiwzi (Орішківці), Repechiw (Репехів), Sakrywez (Закривець), Stari Strilyschtscha und Trybokiwzi (Трибоківці), bis dahin bildete es zusammen mit den Dörfern Linija und Stari Strilyschtscha die gleichnamige Siedlungsratsgemeinde im Rajon Schydatschiw.
1375 wurde das Dorf Strilyschtscha, heute Stari Strilyschtscha, erstmals erwähnt. 1417 wurde ein Teil des Dorfs in villa predicta Strelicze ausgegliedert und nach dem Magdeburger Recht als eine neue Stadt Strzeliska Nowe, heute Nowi Strilyschtscha, gegründet. Die Stadt, ab dem 16. Jahrhundert mit dem Adjektiv Nowy/Nowi im Namen, lag zunächst in Polen, kam 1772 als Streliszk zum österreichischen Galizien und war von 1918 bis 1939 unter dem polnischen Namen Strzeliska Nowe ein Teil der Polnischen Republik (im Powiat Bóbrka, Woiwodschaft Lwów). Nach dem Ende des Zweiten Weltkrieges fiel der Ort an die Sowjetunion, seit 1991 ist er Teil der heutigen Ukraine. 1939 bekam der Ort den ukrainischen Namen Strelisky-Nowy (Стреліски-Нови) und erhielt den Status einer Siedlung städtischen Typs, am 15. August 1944 wurde er auf den heutigen Namen umbenannt, bis 1959 war es auch das Rajonszentrum des gleichnamigen Rajons innerhalb der ehemaligen Oblast Drohobytsch.

## Persönlichkeiten
- Mykola Lebed (1909–1998), ukrainischer Offizier und Politiker